# Paul Deschanel
Paul Eugène Louis Deschanel (Schaarbeek, Bèlgica, 13 de febrer, 1855 - París, 28 d'abril, 1922) fou un polític francès. Fou president de la República francesa del 18 de febrer al 21 de setembre del 1920. Ex oficio va ser copríncep d'Andorra.
Era fill d'Émile Deschanel (1819-1904), professor del Collège de France i senador, i va néixer a un suburbi de Brussel·les on el seu pare vivia exiliat (1851—1859) per haver-se oposat a Napoleó III.
Va estudiar dret i fou secretari de Deshayes de Marcère (1876) i de Jules Simon (1876-1877). L'octubre del 1885 fou elegit diputat per Eure i Loir (actualment a la regió de Centre - Vall del Loira). D'antuvi va tenir una gran importància a la Cambra, com un dels més notables oradors del grup Republicà Progressista de l'esquerra moderada. El gener del 1896 fou elegit vicepresident de l'Assemblea Nacional francesa, i des d'ací es lliurà a la lluita contra els polítics de l'esquerra radical, no sols al parlament, sinó als mítings polítics arreu de França.
El juny del 1898 l'elegiren president de l'Assemblea, i en fou reelegit el 1901, però derrotat l'any següent. Malgrat tot, fou un dels oradors més brillants el 1904 i 1905 com a defensor de la llei de separació d'església i Estat. Fou elegit President de la República francesa el 17 de gener del 1920.
Deschanel aspirava a jugar un rol molt més actiu que no pas el de rigor que atorgava la Tercera República, però per raons de salut mental no fou capaç de dur a terme els seus projectes.
Com a president, la seva conducta excèntrica provocà consternació. La nit del 24 de maig de 1920 va caure en pijama d'una finestra o d'una porta de vagó de l'Orient Express prop de Montargis. Un guardavies el va rescatar. Acorralat pel ridícul d'aquest accident va dimitir el 21 de setembre de 1920. Malgrat això, encara seria elegit novament diputat per Eure i Loir el gener del 1921.

## Paul Deschanellaan - Avenue Paul Deschanel (Schaarbeek)

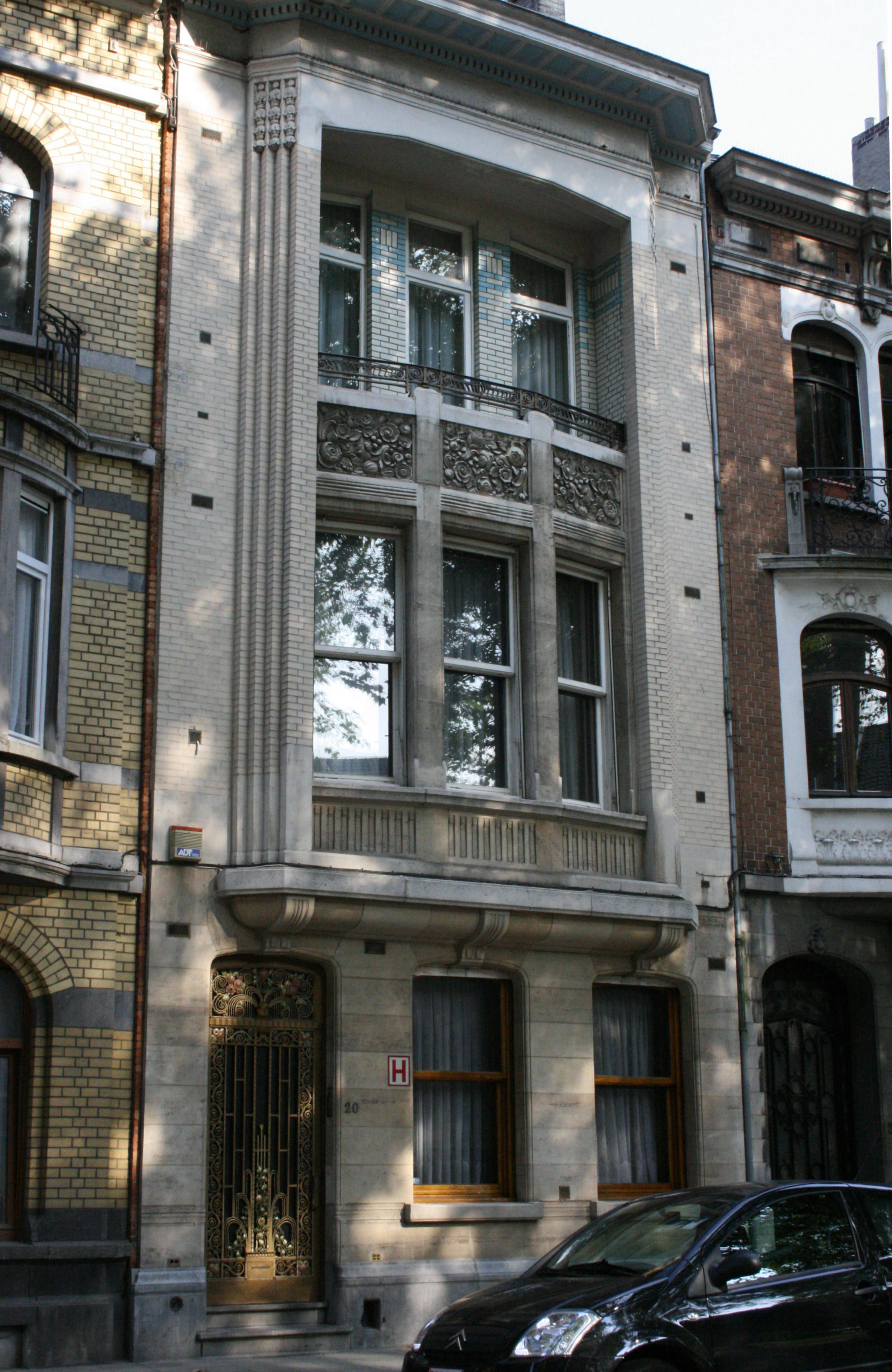
Casa art déco a l'avinguda Paul Deschanel a Schaarbeek (Bèlgica)

A Schaarbeek li han dedicat una avinguda, la Paul Deschanellaan, construïda el 1900 al tram d'un antic ferrocarril. S'hi troben unes edificis remarcables en estil art déco. A l'inici de l'avinguda a l'altura de l'entrada del parc Josaphat s'ha reïnstal·lat 2006 un fanal monumental modernista de l'escultor Jacques de Lalaing, que havia sigut desmuntat als anys 1950.

## Obres
Fou escollit membre de l'Académie française el 1899, i entre els seus treballs més destacats hi ha:
- Orateurs et hommes d'état (1888)
- Figures de femmes (1889)
- La Décentralisation (1895)
- La Question sociale (1898)